# Grand Prix Formule 1 van Monaco 2024
De Grand Prix Formule 1 van Monaco 2024 werd verreden op 26 mei op het Circuit de Monaco in Monte Carlo. Het was de achtste race van het seizoen.

## Vrije trainingen

### Uitslagen
- Enkel de top vijf wordt weergegeven.

| Vrije training 1 | Pos. | Nr. | Coureur         | Constructeur               | Tijd     |
| ---------------- | ---- | --- | --------------- | -------------------------- | -------- |
| Vrije training 1 | 1    | 44  | Lewis Hamilton  | Mercedes                   | 1:12.169 |
| Vrije training 1 | 2    | 81  | Oscar Piastri   | McLaren-Mercedes           | 1:12.198 |
| Vrije training 1 | 3    | 63  | George Russell  | Mercedes                   | 1:12.295 |
| Vrije training 1 | 4    | 4   | Lando Norris    | McLaren-Mercedes           | 1:12.396 |
| Vrije training 1 | 5    | 16  | Charles Leclerc | Ferrari                    | 1:12.397 |
| Vrije training 2 | Pos. | Nr. | Coureur         | Constructeur               | Tijd     |
| Vrije training 2 | 1    | 16  | Charles Leclerc | Ferrari                    | 1:11.278 |
| Vrije training 2 | 2    | 44  | Lewis Hamilton  | Mercedes                   | 1:11.466 |
| Vrije training 2 | 3    | 14  | Fernando Alonso | Aston Martin-Mercedes      | 1:11.753 |
| Vrije training 2 | 4    | 1   | Max Verstappen  | Red Bull Racing-Honda RBPT | 1:11.813 |
| Vrije training 2 | 5    | 4   | Lando Norris    | McLaren-Mercedes           | 1:11.953 |
| Vrije training 3 | Pos. | Nr. | Coureur         | Constructeur               | Tijd     |
| Vrije training 3 | 1    | 16  | Charles Leclerc | Ferrari                    | 1:11.369 |
| Vrije training 3 | 2    | 1   | Max Verstappen  | Red Bull Racing-Honda RBPT | 1:11.566 |
| Vrije training 3 | 3    | 44  | Lewis Hamilton  | Mercedes                   | 1:11.710 |
| Vrije training 3 | 4    | 81  | Oscar Piastri   | McLaren-Mercedes           | 1:11.901 |
| Vrije training 3 | 5    | 11  | Sergio Pérez    | Red Bull Racing-Honda RBPT | 1:11.923 |

## Kwalificatie
Charles Leclerc behaalde de vierentwintigste pole position in zijn carrière.
| Pos.                   | Nr. | Coureur          | Constructeur               | Kwalificatietijden | Kwalificatietijden | Kwalificatietijden | Grid  |
| Pos.                   | Nr. | Coureur          | Constructeur               | Q1                 | Q2                 | Q3                 | Grid  |
| ---------------------- | --- | ---------------- | -------------------------- | ------------------ | ------------------ | ------------------ | ----- |
| 1                      | 16  | Charles Leclerc  | Ferrari                    | 1:11.584           | 1:10.825           | 1:10.270           | 1     |
| 2                      | 81  | Oscar Piastri    | McLaren-Mercedes           | 1:11.500           | 1:10.756           | 1:10.424           | 2     |
| 3                      | 55  | Carlos Sainz jr. | Ferrari                    | 1:11.543           | 1:11.075           | 1:10.518           | 3     |
| 4                      | 4   | Lando Norris     | McLaren-Mercedes           | 1:11.760           | 1:10.732           | 1:10.542           | 4     |
| 5                      | 63  | George Russell   | Mercedes                   | 1:11.492           | 1:10.929           | 1:10.543           | 5     |
| 6                      | 1   | Max Verstappen   | Red Bull Racing-Honda RBPT | 1:11.711           | 1:10.745           | 1:10.567           | 6     |
| 7                      | 44  | Lewis Hamilton   | Mercedes                   | 1:11.528           | 1:11.056           | 1:10.621           | 7     |
| 8                      | 22  | Yuki Tsunoda     | RB-Honda RBPT              | 1:11.852           | 1:11.106           | 1:10.858           | 8     |
| 9                      | 23  | Alexander Albon  | Williams-Mercedes          | 1:11.623           | 1:11.216           | 1:10.948           | 9     |
| 10                     | 10  | Pierre Gasly     | Alpine-Renault             | 1:11.714           | 1:10.896           | 1:11.311           | 10    |
| 11                     | 31  | Esteban Ocon     | Alpine-Renault             | 1:11.887           | 1:11.285           |                    | 11    |
| 12                     | 3   | Daniel Ricciardo | RB-Honda RBPT              | 1:11.785           | 1:11.482           |                    | 12    |
| 13                     | 18  | Lance Stroll     | Aston Martin-Mercedes      | 1:11.728           | 1:11.563           |                    | 13    |
| 14                     | 14  | Fernando Alonso  | Aston Martin-Mercedes      | 1:12.019           |                    |                    | 14    |
| 15                     | 2   | Logan Sargeant   | Williams-Mercedes          | 1:12.020           |                    |                    | 15    |
| 16                     | 11  | Sergio Pérez     | Red Bull Racing-Honda RBPT | 1:12.060           |                    |                    | 16    |
| 17                     | 77  | Valtteri Bottas  | Kick Sauber-Ferrari        | 1:12.512           |                    |                    | 17    |
| 18                     | 24  | Zhou Guanyu      | Kick Sauber-Ferrari        | 1:13.028           |                    |                    | 18    |
| DSQ                    | 27  | Nico Hülkenberg  | Haas-Ferrari               | 1:11.876           | 1:11.440           |                    | 19 *1 |
| DSQ                    | 20  | Kevin Magnussen  | Haas-Ferrari               | 1:11.832           | 1:11.725           |                    | 20 *1 |
| Q1 107% tijd: 1:16.496 |     |                  |                            |                    |                    |                    |       |
| Bron: formula1.com     |     |                  |                            |                    |                    |                    |       |

*1 Beide coureurs van Haas, Nico Hülkenberg en Kevin Magnussen, werden gediskwalificeerd wegens het niet voldoen aan de technische eisen (te grote achtervleugel). Zij mochten van de stewards wel aan de wedstrijd deelnemen.

## Wedstrijd
Charles Leclerc behaalde de zesde Grand Prix-overwinning in zijn carrière.
| Pos.               | Nr. | Coureur          | Constructeur               | Rondes | Tijd / Oorzaak Uitval | Grid | Punten |
| ------------------ | --- | ---------------- | -------------------------- | ------ | --------------------- | ---- | ------ |
| 1                  | 16  | Charles Leclerc  | Ferrari                    | 78     | 2:23:15.554           | 1    | 25     |
| 2                  | 81  | Oscar Piastri    | McLaren-Mercedes           | 78     | +7.152                | 2    | 18     |
| 3                  | 55  | Carlos Sainz jr. | Ferrari                    | 78     | +7.585                | 3    | 15     |
| 4                  | 4   | Lando Norris     | McLaren-Mercedes           | 78     | +8.650                | 4    | 12     |
| 5                  | 63  | George Russell   | Mercedes                   | 78     | +13.309               | 5    | 10     |
| 6                  | 1   | Max Verstappen   | Red Bull Racing-Honda RBPT | 78     | +13.853               | 6    | 8      |
| 7                  | 44  | Lewis Hamilton   | Mercedes                   | 78     | +14.908               | 7    | 7 S    |
| 8                  | 22  | Yuki Tsunoda     | RB-Honda RBPT              | 77     | +1 ronde              | 8    | 4      |
| 9                  | 23  | Alexander Albon  | Williams-Mercedes          | 77     | +1 ronde              | 9    | 2      |
| 10                 | 10  | Pierre Gasly     | Alpine-Renault             | 77     | +1 ronde              | 10   | 1      |
| 11                 | 14  | Fernando Alonso  | Aston Martin-Mercedes      | 76     | +2 rondes             | 14   |        |
| 12                 | 3   | Daniel Ricciardo | RB-Honda RBPT              | 76     | +2 rondes             | 12   |        |
| 13                 | 77  | Valtteri Bottas  | Kick Sauber-Ferrari        | 76     | +2 rondes             | 17   |        |
| 14                 | 18  | Lance Stroll     | Aston Martin-Mercedes      | 76     | +2 rondes             | 13   |        |
| 15                 | 2   | Logan Sargeant   | Williams-Mercedes          | 76     | +2 rondes             | 15   |        |
| 16                 | 24  | Zhou Guanyu      | Kick Sauber-Ferrari        | 76     | +2 rondes             | 18   |        |
| DNF                | 31  | Esteban Ocon     | Alpine-Renault             | 0      | Ongeval               | 11   |        |
| DNF                | 11  | Sergio Pérez     | Red Bull Racing-Honda RBPT | 0      | Ongeval               | 16   |        |
| DNF                | 27  | Nico Hülkenberg  | Haas-Ferrari               | 0      | Ongeval               | 19   |        |
| DNF                | 20  | Kevin Magnussen  | Haas-Ferrari               | 0      | Ongeval               | 20   |        |
| Bron: formula1.com |     |                  |                            |        |                       |      |        |

S Lewis Hamilton reed voor de zesenzestigste keer in zijn carrière een snelste ronde en behaalde hiermee een extra punt.

## Tussenstanden wereldkampioenschap
Betreft tussenstanden voor het wereldkampioenschap na afloop van de race.

### Coureurs
| Pos. | Nr. | Coureur          | Constructeur               | Punten |
| ---- | --- | ---------------- | -------------------------- | ------ |
| 1    | 1   | Max Verstappen   | Red Bull Racing-Honda RBPT | 169    |
| 2    | 16  | Charles Leclerc  | Ferrari                    | 138    |
| 3    | 4   | Lando Norris     | McLaren-Mercedes           | 113    |
| 4    | 55  | Carlos Sainz jr. | Ferrari                    | 108    |
| 5    | 11  | Sergio Pérez     | Red Bull Racing-Honda RBPT | 107    |
| 6    | 81  | Oscar Piastri    | McLaren-Mercedes           | 71     |
| 7    | 63  | George Russell   | Mercedes                   | 54     |
| 8    | 44  | Lewis Hamilton   | Mercedes                   | 42     |
| 9    | 14  | Fernando Alonso  | Aston Martin-Mercedes      | 33     |
| 10   | 22  | Yuki Tsunoda     | RB-Honda RBPT              | 19     |
| 11   | 18  | Lance Stroll     | Aston Martin-Mercedes      | 11     |
| 12   | 38  | Oliver Bearman   | Ferrari                    | 6      |
| 13   | 27  | Nico Hülkenberg  | Haas-Ferrari               | 6      |
| 14   | 3   | Daniel Ricciardo | RB-Honda RBPT              | 5      |
| 15   | 23  | Alexander Albon  | Williams-Mercedes          | 2      |
| 16   | 31  | Esteban Ocon     | Alpine-Renault             | 1      |
| 17   | 20  | Kevin Magnussen  | Haas-Ferrari               | 1      |
| 18   | 10  | Pierre Gasly     | Alpine-Renault             | 1      |
| 18   | 24  | Zhou Guanyu      | Kick Sauber-Ferrari        | 0      |
| 20   | 77  | Valtteri Bottas  | Kick Sauber-Ferrari        | 0      |
| 21   | 2   | Logan Sargeant   | Williams-Mercedes          | 0      |

### Constructeurs
| Pos. | Constructeur               | Punten |
| ---- | -------------------------- | ------ |
| 1    | Red Bull Racing-Honda RBPT | 276    |
| 2    | Ferrari                    | 252    |
| 3    | McLaren-Mercedes           | 184    |
| 4    | Mercedes                   | 96     |
| 5    | Aston Martin-Mercedes      | 44     |
| 6    | RB-Honda RBPT              | 24     |
| 7    | Haas-Ferrari               | 7      |
| 8    | Williams-Mercedes          | 2      |
| 9    | Alpine-Renault             | 2      |
| 10   | Kick Sauber-Ferrari        | 0      |